# Titan-Barrikady
Titan-Barrikady (tiếng Nga: Титан-Баррикады) là một công ty quốc phòng của Nga đặt tại Volgograd. Nó được thành lập vào năm 1914 sau khi sáp nhập Liên hiệp sản xuất Barrikady và Phòng thiết kế Titan. Hiện nay nó là một thành viên của Viện kỹ thuật nhiệt Moscow.

## Lịch sử
Nhà máy tiền thân là Nha máy chế tạo vũ khí Tsaritsyn được thành lập vào năm 1914, sau cách mạng tháng 10 Nga thì được đổi tên thành Nhà máy cờ đỏ. Nó từng là nhà máy chế tạo đạn dược lớn nhất ở Châu Âu. Nhà máy cũng có một phòng thiết kế riêng. Nhà máy đã phải di dời sau khi Đức tổ chức chiến dịch Fall Blau, nhưng đã tổ chức sản xuất trở lại vào năm 1944 tại vùng sơ tán. Kể từ năm 1990, phòng thiết kế Titan của Nhà máy được tách ra độc lập.

## Nhà máy Barrikady
Tổ hợp chế tạo Barrikady chuyên sản xuất máy móc hạng nặng và đúc và cán dập các kết cấu thép lớn. Trong số các cơ sở sản xuất có Nhà máy chế tạo thiết bị khoan Barrikady, là một trong hai cơ sở sản xuất các thiết bị khoan dầu lớn nhất của Nga (Ngoài ra có nhà máy Uralmash tại Yekaterinburg).
Tổ hợp Barrikady cũng tham gia lắp ráp các xe phóng tự hành cho tên lửa liên lục địa, và pháo binh. Barrikady được đặt gần với Nhà máy thép Tháng Mười Đỏ.
Tháng 7 năm 2019, nhà máy Barrikady đã sản xuất Xe điện mặt đất gầm thấp mẫu 71-142.